# ارل اسپنسر (۱۸۰۳)
ارل اسپنسر (۱۸۰۳) (به انگلیسی: Earl Spencer (1803)) یک کشتی است. این کشتی در سال ۱۸۰۳ ساخته شد.